# Myonema humile
Myonema humile är en tvåvingeart som beskrevs av Roberts 1929. Myonema humile ingår i släktet Myonema och familjen svävflugor. Inga underarter finns listade i Catalogue of Life.